# هانس سارپی
هانس سارپی (آلمانی: Hans Sarpei؛ زادهٔ ۲۸ ژوئن ۱۹۷۶) یک بازیکن فوتبال اهل غنا است.
وی همچنین در تیم ملی فوتبال غنا بازی کرده‌است.